# Interesariusz rewitalizacji
Interesariusz rewitalizacji – osoba, której szeroko pojęte interesy spotykają się z interesami innych osób na obszarze rewitalizacji. Przykładowe wyliczenie interesariuszy rewitalizacji zawiera ustawa z dnia 9 października 2015 r. o rewitalizacji. Krąg interesariuszy rewitalizacji jest bardzo szeroki. Wystarczy nawet pośredni związek danego podmiotu z obszarem rewitalizacji, aby uznać go za interesariusza rewitalizacji. Będą to szeroko rozumiani użytkownicy przestrzeni funkcjonujący (na różnych zasadach) w ramach obszaru rewitalizacji, ale także osoby w inny sposób z tym obszarem powiązane oraz organy i przedstawiciele władz publicznych.

## Definicja rewitalizacji i jej interesariusze w ustawie o rewitalizacji
Zgodnie z ustawą o rewitalizacji rewitalizacja stanowi proces wyprowadzania ze stanu kryzysowego obszarów zdegradowanych, prowadzony w sposób kompleksowy, poprzez zintegrowane działania na rzecz lokalnej społeczności, przestrzeni i gospodarki, skoncentrowane terytorialnie, prowadzone przez interesariuszy rewitalizacji na podstawie gminnego programu rewitalizacji. Rewitalizacja nie jest więc zdarzeniem jednostkowym, lecz stanowi proces, którego celem jest wyprowadzanie obszaru zdegradowanego ze stanu kryzysowego. W definicji rewitalizacji bardzo silnie zaakcentowano konieczność integracji różnych sfer i podmiotów w tym procesie oraz rolę interesariuszy rewitalizacji. Deklaracja ta podkreśla złożoność procesu rewitalizacji, który dla pełnego powodzenia wymaga zaangażowania nie tylko odpowiednich władz publicznych, lecz również innych osób.
Interesariuszami rewitalizacji są w szczególności:
1. mieszkańcy obszaru rewitalizacji oraz właściciele, użytkownicy wieczyści nieruchomości i podmioty zarządzające nieruchomościami znajdującymi się na tym obszarze, w tym spółdzielnie mieszkaniowe, wspólnoty mieszkaniowe i towarzystwa budownictwa społecznego;
2. mieszkańcy gminy inni niż wymienieni w pkt 1;
3. podmioty prowadzące lub zamierzające prowadzić na obszarze gminy działalność gospodarczą;
4. podmioty prowadzące lub zamierzające prowadzić na obszarze gminy działalność społeczną, w tym organizacje pozarządowe i grupy nieformalne;
5. jednostki samorządu terytorialnego i ich jednostki organizacyjne;
6. organy władzy publicznej;
7. podmioty, inne niż wymienione w pkt 6, realizujące na obszarze rewitalizacji uprawnienia Skarbu Państwa[2] (np. spółki Skarbu Państwa realizujące inwestycje infrastrukturalne, Agencja Mienia Wojskowego)[1].

Użyty w art. 2 ust. 2 ustawy zwrot „w szczególności” oznacza, że zawarty w tym przepisie katalog interesariuszy rewitalizacji ma charakter otwarty, zatem interesariuszami rewitalizacji mogą być także inne podmioty, niewymienione w tym przepisie.

## Partycypacja społeczna w ustawie o rewitalizacji
Wprawdzie przygotowanie, koordynowanie i tworzenie warunków do prowadzenia rewitalizacji, a także jej prowadzenie w zakresie właściwości gminy, stanowią zadania własne gminy, jednak specyfika rewitalizacji, jako procesu kompleksowych przemian realizowanych w interesie mieszkańców, wymaga tego, aby realizacja tych zadań następowała w ścisłym porozumieniu z interesariuszami rewitalizacji. Chodzi więc o partycypację społeczną w rewitalizacji, przez którą należy rozumieć realizację wskazanych zadań w sposób jawny i przejrzysty, z zapewnieniem aktywnego udziału interesariuszy na każdym etapie rewitalizacji.

### Zakres partycypacji społecznej
Przygotowanie, prowadzenie i ocena rewitalizacji powinny odbywać się w sposób zapewniający aktywny udział interesariuszy, w tym poprzez uczestnictwo w konsultacjach społecznych oraz w pracach Komitetu Rewitalizacji. Chodzi więc o taki sposób przebiegu rewitalizacji, aby w jej ramach mieściło się w szczególności:
- poznanie potrzeb i oczekiwań interesariuszy oraz dążenie do spójności planowanych działań z tymi potrzebami i oczekiwaniami;
- prowadzenie, skierowanych do interesariuszy, działań edukacyjnych i informacyjnych o procesie rewitalizacji, w tym o istocie, celach, zasadach prowadzenia rewitalizacji, wynikających z ustawy, oraz o przebiegu tego procesu;
- inicjowanie, umożliwianie i wspieranie działań służących rozwijaniu dialogu między interesariuszami oraz ich integracja wokół rewitalizacji;
- zapewnienie udziału interesariuszy w przygotowaniu dokumentów dotyczących rewitalizacji, w szczególności gminnego programu rewitalizacji;
- wspieranie inicjatyw zmierzających do zwiększania udziału interesariuszy w przygotowaniu i realizacji gminnego programu rewitalizacji;
- zapewnienie w czasie przygotowania, prowadzenia i oceny rewitalizacji możliwości wypowiedzenia się przez interesariuszy[8].

W ustawie podkreślono konieczność dążenia w toku rewitalizacji do tego, aby partycypacja społeczna skutkowała wypowiedzeniem się przez wszystkich interesariuszy, będących mieszkańcami obszaru rewitalizacji oraz właścicielami, użytkownikami wieczystymi nieruchomości i podmiotami zarządzającymi nieruchomościami znajdującymi się na tym obszarze, oraz wszystkich interesariuszy prowadzących na obszarze rewitalizacji działalność gospodarczą lub działalność społeczną.
Powyższe rozwiązania stanowią wyraz świadomości ustawodawcy, że w zarządzaniu politykami publicznymi przez organy władzy publicznej odchodzi się obecnie od metod typowo władczych, promując strategię współzarządzania (governance) z udziałem interesariuszy tych procesów. Właśnie takie podejście ustanowione jest w ustawie jako obowiązkowe dla gminy.

### Konsultacje społeczne
Aktywny udział interesariuszy w toku rewitalizacji mają zapewnić m.in. konsultacje społeczne prowadzone przez wójta (burmistrza, prezydenta miasta) w sposób zapewniający udział w nich możliwie szerokiego grona interesariuszy, poprzez zbieranie uwag w postaci papierowej lub elektronicznej, w tym za pomocą środków komunikacji elektronicznej, w szczególności poczty elektronicznej lub formularzy zamieszczonych na stronie podmiotowej gminy w Biuletynie Informacji Publicznej, oraz co najmniej dwóch z następujących form konsultacji: spotkania, debaty, warsztaty, spacery studyjne, ankiety, wywiady, wykorzystanie grup przedstawicielskich lub zbieranie uwag ustnych.
Konsultacje społeczne prowadzi się przy tym w sposób ułatwiający zrozumienie prezentowanych treści i odniesienie się do nich, a w przypadku gdy jest to uzasadnione specyfiką konsultowanych treści, z użyciem wizualizacji oraz sporządzonych w języku niespecjalistycznym skrótów i zestawień informacji zawartych w dokumentach poddawanych konsultacjom.
Konsultacje społeczne pozwalają ustalić w szczególności poziom zadowolenia mieszkańców z zamieszkiwania w danej miejscowości, ocenę stanu infrastruktury, zieleni miejskiej, estetyki ulic i budynków, stanu zabytków, miejsc rekreacji i sportu, miejsc zabaw dla dzieci, życia kulturalnego i funkcjonowania instytucji kultury, w tym oferty kulturalnej na danym obszarze – zarówno tej wyższej, jak i popularnej, stanu i jakości usług gastronomicznych, a ponadto preferowane sposoby poruszania się po okolicy, poziom zainteresowania uczestnictwem w różnych formach kultury oraz uczestnictwem w przestrzeni publicznej, poziom zaufania społecznego, integracji sąsiedzkiej i wspólnotowej oraz aktywności obywatelskiej.
Naruszenie przepisów dotyczących sposobu prowadzenia konsultacji społecznych stanowić będzie naruszenie sposobu procedowania nad projektami aktów, których przyjęcie powinno zostać poprzedzone konsultacjami.

### Komitet Rewitalizacji
Po przeprowadzeniu konsultacji społecznych, a przed uchwaleniem gminnego programu rewitalizacji, rada gminy podejmuje uchwałę określającą zasady wyznaczania składu oraz zasady działania Komitetu Rewitalizacji. Niezwłocznie po podjęciu tej uchwały wójt (burmistrz, prezydent miasta) powołuje Komitet w drodze zarządzenia. Komitet Rewitalizacji stanowi forum współpracy i dialogu interesariuszy z organami gminy w sprawach dotyczących przygotowania, prowadzenia i oceny rewitalizacji oraz pełni funkcję opiniodawczo-doradczą wójta (burmistrza albo prezydenta miasta). Dopuszcza się powołanie osobnych Komitetów Rewitalizacji dla wyznaczonych podobszarów rewitalizacji.
Komitet Rewitalizacji nie stanowi nowego organu gminy i nie dysponuje żadnymi uprawnieniami władczymi. Zadaniem Komitetu jest dostarczanie w procesie rewitalizacji opinii i stanowisk, które mają pomóc gminie w prawidłowym ukształtowaniu jego przebiegu. Na forum Komitetu możliwe jest również prowadzenie dyskusji (dialogu) na temat planowanych rozwiązań, sposobu ich realizacji oraz ewaluacji rewitalizacji. Komitet stanowi organizacyjny łącznik między organami gminy a pozostałymi interesariuszami rewitalizacji, stanowiąc jeden ze środków zapewnienia partycypacyjnego charakteru rewitalizacji.

## Dane statystyczne
W 2017 roku w gminach, które posiadały samodzielny program rewitalizacji, przeprowadzono 3,5 tys. procesów konsultacji społecznych dotyczących rewitalizacji. Do najczęściej wykorzystywanych form konsultacji należały: spotkania, sesja zbierania uwag w formie papierowej lub elektronicznej, a także sesja zbierania ankiet. W konsultacjach społecznych na rzecz programów rewitalizacji wzięło udział 285 tys. osób (niespełna 156 tys. do 2016 roku oraz blisko 129 tys. w 2017 roku) oraz zgłoszono około 45 tys. uwag.
W 2017 roku w gminach działało 688 organów opiniodawczo-doradczych. Wśród członków komitetów rewitalizacji licznie reprezentowani byli mieszkańcy gmin (około 25% składu). Często w skład komitetu lub odpowiadającego mu organu wchodzili także przedstawiciele organizacji pozarządowych lub podmiotów zrównanych z nimi w prawach (około 15% składu). Przedsiębiorcy stanowili blisko 10% członków działających w gminach komitetów rewitalizacji lub analogicznych organów.